# Polizeiregiment
Polizeiregimenter (auch als Polizei-Regiment geschrieben) waren militärische Verbände der Ordnungspolizei des nationalsozialistischen Deutschlands während des Zweiten Weltkriegs.
Die Regimenter wurden im Sommer 1942 mit dem Personal damals bereits bestehender und im Einsatz befindlicher Polizei-Bataillone, Reserve-Polizei-Bataillone und Polizei-Kompanien gebildet. Im Frühjahr 1943 erhielten die Verbände auf Wunsch Himmlers im Namen die Ergänzung SS (SS-Polizeiregiment), blieben aber bis Kriegsende Teil der Ordnungspolizei.
Zusätzlich wurden kurz später Polizei-Schützenregimenter mit nicht-reichsdeutschen Schutzmannschaften mit deutschen Polizeioffizieren aufgestellt, beginnend mit der Nummerierung 30, sie blieben ohne (nominellen) SS-Zusatz.

## Vorgeschichte

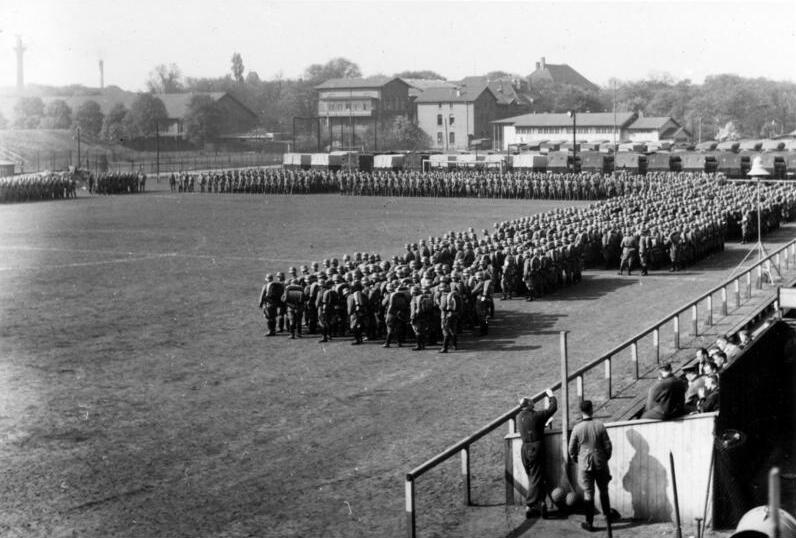
Polizeibataillon 9: Verabschiedung nach Norwegen

In Vorbereitung des Angriffskrieges stellte die Ordnungspolizei unter Kurt Daluege im Jahr 1939 zur Unterstützung der Wehrmacht Polizeibataillone mit je rund 500 Mann auf, teilweise mit ausgebildeter Mannschaft (Polizeibataillone), mehrheitlich mit einer Mannschaft aus Hilfspolizisten, die bereits ab 1938 aus den noch nicht gemusterten Jahrgängen 1901–1909 ausgehoben und rudimentär ausgebildet worden waren (Reserve-Polizeibataillone). Die Nummerierung der Polizeibataillone richtete sich nach dem Wehrkreis, sie unterstanden dem jeweiligen Befehlshaber der Ordnungspolizei. Ab 1. September 1939 wurden sie in Polen eingesetzt.
1940/41 wurden weitere Polizei-Bataillone mit den Nummern 251–256 (Anwärterbataillone) und 301–325 (Wachtmeisterbataillone) mit einer Mannschaft aus ungedienten Wehrpflichtigen aufgestellt. Es handelte sich um Männer der noch nicht ausgebildete Jahrgänge 1909–1912 und 1918–1920, sie konnten sich kurz nach Kriegsbeginn (Oktober/November 1939: Werbeaktion „Willst du zur Schutzpolizei?“) zur Schutzpolizei melden, der Dienst in der Schutzpolizei wurde als Wehrdienst anerkannt („Verordnung über die Einstellung von Wehrpflichtigen in die Schutzpolizei des Reiches“ v. 31. Oktober 1939, veröffentlicht am 6. November 1939, RGBl. Nr. 219/2137) Die Rekruten kamen ab Frühjahr 1940 mit Einberufungsbefehl in Polizeikasernen und wurden einige Monate in Ausbildungsbataillonen vorrangig im Waffengebrauch trainiert.

## Aufstellungen Kriegsbeginn bis 1942
Laut Tessin wurden bereits beim Überfall auf Polen nicht nur Polizei-Bataillone, sondern auch bereits Polizei-Regimenter beteiligt: Zwei wurden in Dresden aufgestellt, das Polizei-Regiment 3 war in Kattowitz und das Polizei-Regiment 4 in Kielce eingesetzt. Weitere Regimenter folgten zur "Sicherung" besetzter/eroberter Gebiete, sie wurden nach ihren Einsatzorten benannt: in der Tschechoslowakei das Polizei-Regiment Böhmen und das Polizei-Regiment Mähren, in Polen das Polizei-Regiment Warschau, Polizei-Regiment Radom, Polizei-Regiment Krakau, Polizei-Regiment Lublin. Auch in Norwegen gab es zwei Pol.Regimenter (Südnorwegen und Nordnorwegen). Nach dem Überfall auf Russland (UdSSR) wurden 1941 die Polizei-Regiment Nord, Polizei-Regiment Mitte, Polizei-Regiment Süd aufgestellt, "die den Regimentstäben unterstellten Bataillone wechselten." Die Polizeiregimenter bildeten zumeist keine  geschlossene Truppe, sondern die Polizei-Bataillone wurden nur unter eine gemeinsame Stabsführung gestellt. Mit dieser Zwischenebene konnten Posten und Belohnungsmöglichkeiten in der Ordnungspolizei geschaffen werden:

## Neuaufstellung Juli 1942
Im Sommer 1942 wurden aus allen damals bestehenden 85 Polizeibataillonen mit Erlass des Reichsführers SS und Chef der deutschen Polizei (O.Kdo.I O (3) 1 Nr. 184/42 vom 9. Juli 1942) Heinrich Himmler 28 motorisierte Polizei-Regimenter gebildet. Jedes Regiment umfasste in der Regel drei Bataillone sowie je eine Nachrichten-, Panzerspäh- und Panzerjäger-Kompanie, jedes Bataillon sollte eine 4./Schwere Kompanie erhalten. Die jeweilige Zusammenstellung der Polizeiregimenter (47 Reserve-Polizei-Bataillone und 28 Wachtmeister- und Anwärterbataillone) ist in der Beilage des Erlasses vorgegeben. Mit der Regimentsbildung verloren die Bataillone ihre bis dahin geführten Bezeichnungen und wurden nach militärischem Muster zu anonymen I./, II./, III./Bataillonen, auch die Kompanien wurden durchlaufend (1. bis 12. Kompanie) geführt. Die in einigen Fällen von Himmler gewünschte Zuweisung an neue Heimatstandorte für Bataillone musste jedoch im Herbst 1942 nach Protesten und auch aus rechtlichen Gründen zurückgenommen werden: Die ursprüngliche Anbindung an das Heimat-Kommandos der Bataillone blieb bestehen.

### Namensergänzung SS
Alle Polizeiregimenter wurden mit Erlass des Chefs der Ordnungspolizei Kdo. I O (3) 1 Nr. 105/43 vom 12. März 1943 offiziell mit einem SS-Präfix für ihre erbrachte Leistung „ausgezeichnet“. Im Erlass wird der Befehl Himmlers I 462/43 Adj vom 24. Februar 1943 zitiert. Die Polizeiregimenter blieben jedoch weiter Teil der Ordnungspolizei und gehörten nicht zur Waffen-SS.

### Bildung von Polizei-Schützen-Regimentern
Kurz darauf ordnete das Hauptamt Ordnungspolizei (29. März 1943) die Aufstellung von „Polizei-Schützen-Regimentern“ in besetzten Gebieten an. „Die I. Bataillone der Regimenter wurden aus bestehenden  Pol.-Regimentern genommen, die II. und III. Bataillone aus angeworbenen fremdvölkischen Männern (...) zu denen je etwa 130 deutsche Offiziere, Unterführer und Männer traten.“ Diese Polizei-Schützen-Regimenter wurden mit Nummern ab 31 gekennzeichnet, sie erhielten keinen SS-Zusatz.

### SS-Namensregimenter
Zwischen Oktober 1943 und Oktober 1944 stellten man aus Südtirolern weitere vier Polizeiregimenter („Bozen“, „Alpenvorland“, „Schlanders“ und „Brixen“) auf, ebenfalls mit dem nominellen SS-Zusatz. Beim Attentat in der Via Rasella in Rom kamen am 23. März 1944 33 Angehörige des Polizeiregiments „Bozen“ ums Leben.

## Regimenter der Ordnungspolizei nach Namen und Nummern

### Polizeiregimenter
(SS-)Polizei-Regiment 1
Am 9. Juli 1942 aus den Polizeibataillonen 2, 3 und 10 gebildet
(SS-)Polizei-Regiment 2
Am 9. Juli 1942 aus den Polizeibataillonen 11, 13 und 22 gebildet
(SS-)Polizei-Regiment 3
Am 9. Juli 1942 aus den Polizeibataillonen 66, 68 und 105 gebildet, spätere Bezeichnung war SS-Polizei-Regiment „Nordost“ 1, in der „Festung Niederlande“ eingesetzt
(SS-)Polizei-Regiment 4
Im Juli 1942 in Frankreich aus den Polizeibataillonen 316 und 323 gebildet
(SS-)Polizei-Regiment 5
Am 9. Juli 1942 aus den Polizeibataillonen 64 und 322 gebildet
(SS-)Polizei-Regiment 6
Am 9. Juli 1942 aus den Polizeibataillonen 82, 311 und 318 gebildet
(SS-)Polizei-Regiment 7
Am 9. Juli 1942 aus den Polizeibataillonen 309, 317 und 123 gebildet
(SS-)Polizei-Regiment 8
Am 9. Juli 1942 aus den Polizeibataillonen 91, 111 und 134 gebildet, bei der Schlacht um Budapest im Februar 1945 fast vollständig vernichtet
(SS-)Polizei-Regiment 9
Am 9. Juli 1942 aus den Polizeibataillonen 61, 112 und 132 gebildet
(SS-)Polizei-Regiment 10
Als Stab des Polizei-Regiment Süd in Vorbereitung auf den Russlandfeldzug im Mai 1941 in Krakau aufgestellt, gebildet aus den Polizeibataillonen 45, 303 und 314, am 9. Juli 1942 umbenannt in Polizei-Regiment 10, bei der Schlacht um Budapest im Februar 1945 fast vollständig vernichtet
(SS-)Polizei-Regiment 11
Als Polizei-Regiment z.b.V. im Sommer 1941 für den Einsatz im Kaukasus vorgesehen, umfasste die Polizeibataillone 304, 315 und 320
(SS-)Polizei-Regiment 12
Am 9. Juli 1942 in Hamburg aus den Polizeibataillonen 103, 104 und 105 gebildet, bei der Schlacht um Budapest im Februar 1945 fast vollständig vernichtet
(SS-)Polizei-Regiment 13
Als Polizei-Regiment Mitte im Juni 1941 gebildet, am 9. Juli 1942 in Warschau aus den Polizeibataillonen 307, 316 und 322 neu formiert
(SS-)Polizei-Regiment 14
Am 9. Juli 1942 in Süd-Russland aus den Polizeibataillonen 51, 122 und 313 gebildet
(SS-)Polizei-Regiment 15
Als Stab des Polizei-Regiment Nord in Vorbereitung auf den Russlandfeldzug im Mai 1941 aufgestellt, gebildet aus den Polizeibataillonen 22, 53 und 319, am 9. Juli 1942 umbenannt in Polizei-Regiment 15
(SS-)Polizei-Regiment 16
Am 9. Juli 1942 in Nord-Russland aus den Polizeibataillonen 56, 102, 121 und 305 gebildet
(SS-)Polizei-Regiment 17
Am 9. Juli 1942 in Nord-Russland aus den Polizeibataillonen 42, 69 und 74 gebildet
(SS-)Polizei-Gebirgsjäger-Regiment 18
Am 9. Juli 1942 für den Einsatz im nördlichen Kaukasus aufgestellt, nach dem Rückzug der Wehrmacht Ende 1942 zuerst an die Kiestinki-Front in Finnland und dann im Sommer 1943 nach Griechenland
(SS-)Polizei-Regiment 19
Am 9. Juli 1942 in Nord-Russland aus den Polizeibataillonen 72, 171 und 181 gebildet
(SS-)Polizei-Regiment 20
Als Polizei-Regiment Böhmen unterstanden ihm im Juni 1941 die Polizeibataillone 319, 32, 316, 317 und 320, am 9. Juli 1942 in Polizei-Regiment 20 umbenannt
(SS-)Polizei-Regiment 21
Als Polizei-Regiment Mähren unterstanden ihm im Juni 1941 die Polizeibataillone 315, 318 und 84, am 9. Juli 1942 in Polizei-Regiment 21 umbenannt
(SS-)Polizei-Regiment 22
Nach der Eroberung und Besetzung Polens und der damit verbundenen Bildung des Generalgouvernements am 4. November 1939 als Polizei-Regiment Warschau gebildet, ihm unterstanden im Juni 1941 die Polizeibataillone 301, 304 und 307, am 9. Juli 1942 wurde der Stab in Polizei-Regiment 23 umbenannt und das neue Regiment aus dem Polizeibataillonen 41 und 53 sowie weiteren einzelnen Kompanien gebildet
(SS-)Polizei-Regiment 23
Nach der Eroberung und Besetzung Polens und der damit verbundenen Bildung des Generalgouvernements am 4. November 1939 als Polizei-Regiment Radom gebildet, ihm unterstanden im Juni 1941 die Polizeibataillone 309, 310 und 305, am 9. Juli 1942 wurde der Stab in Polizei-Regiment 23 umbenannt und das neue Regiment aus dem Polizeibataillon 307 und weiteren einzelnen Kompanien gebildet
(SS-)Polizei-Regiment 24
Nach der Eroberung und Besetzung Polens und der damit verbundenen Bildung des Generalgouvernements am 4. November 1939 als Polizei-Regiment Krakau gebildet, ihm unterstanden im Juni 1941 die Polizeibataillone 311, 321, 303 und 314, am 9. Juli 1942 wurde der Stab in Polizei-Regiment 24 umbenannt und das neue Regiment aus den Polizeibataillonen 83, 153 und 93 gebildet
(SS-)Polizei-Regiment 25
Nach der Eroberung und Besetzung Polens und der damit verbundenen Bildung des Generalgouvernements am 4. November 1939 als Polizei-Regiment Lublin gebildet, ihm unterstanden im Juni 1941 die Polizeibataillone 306, 308 und 313, am 9. Juli 1942 wurde der Stab in Polizei-Regiment 25 umbenannt und das neue Regiment aus den Polizeibataillonen 65, 67 und 101 gebildet
(SS-)Polizei-Regiment 26
Anfang 1942 in Norwegen als der Stab des Polizei-Regiments Nordnorwegen aufgestellt, am 9. Juli 1942 wurde der Stab in Polizei-Regiment 26 umbenannt und das neue Regiment aus den Polizeibataillonen 251, 255 und 256 gebildet
(SS-)Polizei-Regiment 27
Anfang 1942 in Norwegen als der Stab des Polizei-Regiments Südnorwegen aufgestellt, am 9. Juli 1942 wurde der Stab in Polizei-Regiment 27 umbenannt und das neue Regiment aus den Polizeibataillonen 319, 321, 9 und 44 gebildet
(SS-)Polizei-Regiment Todt (Nr. 28)
Im November 1942 zur Sicherung der in den besetzten Gebieten eingesetzten Einheiten der Organisation Todt aufgestellt, aus den Polizei-Bataillonen 33, 62 und 69 gebildet
SS-Polizei-Regiment 29
Am 16. April 1945 aus den Resten des SS-Polizei-Regiments 1 aufgestellt und der Polizei-Brigade Wirth (später 35. SS- und Polizei-Grenadier-Division) unterstellt.
SS-Polizei-Regiment 30
Am 16. April 1945 aus den Resten des SS-Polizei-Regiments 2 aufgestellt und der Polizei-Brigade Wirth (spätere 35. SS-Polizei-Grenadier-Division) unterstellt.
(SS-)Polizei-Regiment 50
Im Februar 1945 bei der Heeresgruppe Weichsel aus den Resten zerschlagener SS-Polizei-Regimenter gebildet

### Polizei-Schützenregimenter
Polizei-Schützen-Regiment 31
Am 21. April 1943 aufgestellt aus dem I. Bataillon des (SS-)Polizei-Regiments 12 und aus ukrainischen Schutzmannschaften
Polizei-Schützen-Regiment 32
Am 21. April 1943 in Bialystok aufgestellt aus dem I. Bataillon des (SS-)Polizei-Regiments 17 und aus ukrainischen Schutzmannschaften
Polizei-Schützen-Regiment 33
Am 21. April 1943 in der Ukraine aufgestellt aus dem I. Bataillon des (SS-)Polizei-Regiments 20 und aus ukrainischen Schutzmannschaften
Polizei-Schützen-Regiment 34
Am 21. April 1943 in Bialystok aufgestellt aus dem I. Bataillon des (SS-)Polizei-Regiments 21 und aus ukrainischen Schutzmannschaften
Polizei-Schützen-Regiment 35
Am 21. April 1943 in Litzmannstadt aufgestellt aus dem I. Bataillon des (SS-)Polizei-Regiments 21 und aus ukrainischen Schutzmannschaften; Polizei-Schützen-Regiment 36
Polizei-Schützen-Regiment 37
Ende November 1943 in Süd-Russland durch den Befehlshaber der Ordnungspolizei Rowno aus ukrainischen Schutzmannschaften aufgestellt, bestand bis April 1944
Polizei-Schützen-Regiment 38
Im August 1944 beim Höheren SS- und Polizeiführer „Schwarzes Meer“ in Galatz in Rumänien gebildet

### Namens-Regimenter

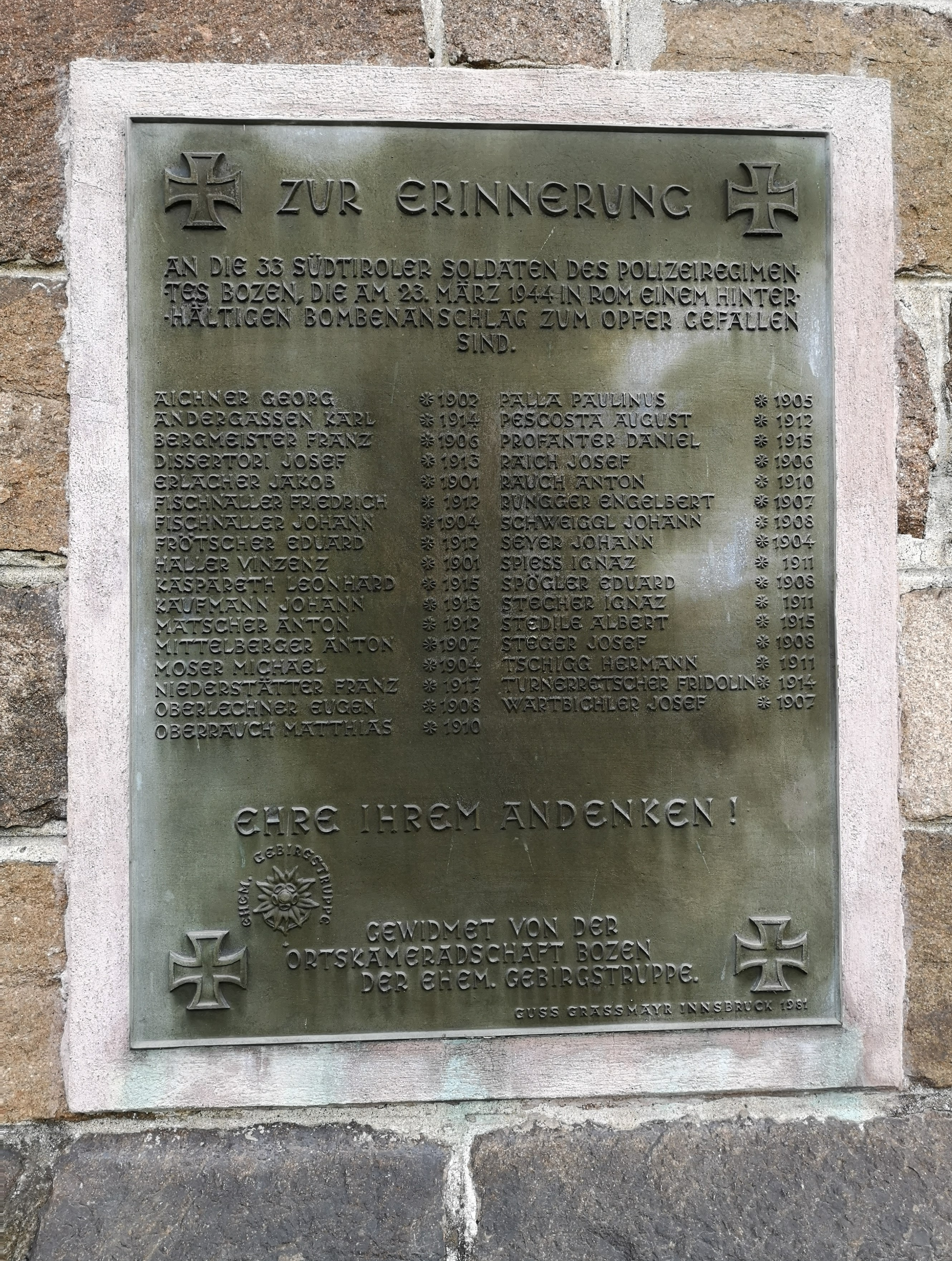
Gedenktafel im Soldatenfriedhof Oberau 1981

(SS-)Polizei-Regiment Bozen
Zum 1. Oktober 1943 in Südtirol aufgestellt, am 16. April 1944 folgte die Umbenennung in SS-Polizei-Regiment Bozen.  Siehe dazu Attentat in der Via Rasella und Massaker in den Ardeatinischen Höhlen.
(SS-)Polizei-Regiment Brixen
Im Oktober 1944 aus Angehörigen des SS-Polizei-Regiments 26 sowie aus Südtiroler Rekruten aufgestellt, am 29. Januar 1945 Umbenennung in SS-Polizei-Regiment Brixen
(SS-)Polizei-Regiment Schlanders
Im Oktober 1944 aus Angehörigen des Südtiroler Ordnungsdienstes aufgestellt, am 29. Januar 1945 Umbenennung in SS-Polizei-Regiment Schlanders
(SS-)Polizei-Regiment Alpenvorland
Im Oktober 1944 aus Südtiroler Rekruten aufgestellt, am 29. Januar 1945 Umbenennung in SS-Polizei-Regiment Alpenvorland

## Einsatz

### Allgemein
Beim Angriffskrieg gegen Polen im September 1939 war von Beginn an der Einsatz von Polizeibataillonen vorgesehen gewesen. Die definierte ursprünglichen Aufgaben waren die Gefangennahme versprengter Soldaten, das Bergen des vom Gegner zurückgelassenen Kriegsgerätes und die Bewachung von Kriegsgefangenenlagern.
Im weiteren Verlauf des Krieges wurden die Polizeieinheiten durch die Zusammenarbeit mit den Einsatzgruppen der Sicherheitspolizei und des SD in zahlreiche Unternehmungen für die sogenannte Partisanenbekämpfung eingesetzt. Dabei kam es zu zahlreichen Kriegsverbrechen wie Tötung von Zivilisten, Verschleppungen und Massenmorde.
Viele Einsätze von Polizeiregimentern beziehungsweise der ihnen unterstellten Polizei-Bataillone und sonstigen Einheiten waren eng mit den aus der nationalsozialistischen Ideologie abgeleiteten rassistischen Ideen und dem Konzept des Vernichtungskrieges verbunden. In der Folge kam es dann bei vielen Einsätzen zu vorsätzlichen Tötungen von Juden, gefangengenommenen Gegnern und anderen sogenannten Fremdrassen. Auch wurde die systematische wirtschaftliche Ausbeutung unterstützt. Im Rahmen der Einsätze kam es zu Plünderung und vorsätzlichen Zerstörungen in den besetzten Gebieten.

### Fronteinsätze
Während die vorrangigen Aufgabe der Polizeiregimenter die Sicherung der besetzten Gebiete war, kam es an der sowjetischen Front in Osteuropa schon ab dem Winter 1941 zu Einsätzen der Verbände an der eigentlichen Front. Kommandeure der übergeordneten Kommandobehörden der Wehrmacht befahlen die Fronteinsätze, der eigentlich nicht für solche Aufgaben ausgerüsteten und ausgebildeten Verbände, was im Ergebnis meist zu großen Personalverlusten dieser Einheiten führte. Teilweise wurden Einheiten derart dezimiert, dass praktisch alle Verbandsangehörigen, die in der Anfangsphase des Krieges für Kriegsverbrechen und Verbrechen gegen die Menschlichkeit in einer Einheit verantwortlichen waren, nach dem Krieg nicht mehr zur Rechenschaft gezogen werden konnten und von deutschen Behörden einige Prozesse in Ermangelung Überlebender oder prozessfähiger Verbandsangehöriger eingestellt wurden.

## Kriegsverbrechen
Beginnend mit dem Angriffskrieg gegen Polen 1939 kam es immer wieder zu Kriegsverbrechen durch Angehörige der Polizeiverbände. Auch im Balkanfeldzug 1941 und vor allem im Krieg gegen die Sowjetunion 1941–1945 dienten diese Verbände als ausführende Organe der Umsetzung der nationalsozialistischen Rassenideologie und Völkermordpolitik.
Der Historiker Stefan Klemp kommt in seiner Studie „Nicht ermittelt“ von 2011 zu dem Schluss, dass direkten Aktionen der ca. 50.000 Polizei-Bataillonsangehörigen „mindestens eine halbe Million Menschen“ zum Opfer fielen. Er hatte dafür Daten zu 125 Polizei-Bataillonen, zumeist in Polizei-Regimentern organisiert, ermittelt. Mindestens 75 davon standen im Verdacht, direkt oder indirekt an Massenverbrechen beteiligt gewesen zu sein.
In der Bundesrepublik wurde ab 1954 gegen Angehörige verschiedener Bataillons ermittelt, es kam zu zahlreichen Verurteilungen, auch wenn die Ermittlungen teilweise sehr zögerlich geführt wurden.
Beispielhaft aufgeführt, kam es im Zug der folgenden Unternehmen durch Angehörige der Polizei-Regimenter zu Kriegsverbrechen:

### Unternehmen Adler
Vom 19. Juli bis 12. August 1942 im Raum Bellinitschi, Kolitschenka, Gorodischtsche, Sagatje, Dolshenka, Podkoselje, Weliki-Log, Belyj-Log und Olen.

### Unternehmen Greif
Vom 14. August bis 20. August 1942 im Raum Orscha und Witebsk. Das Einsatzgebiet erstreckte sich über das Operationsgebiet der 213. Sicherungs-Division. Zum Einsatz kamen das Sicherungs-Regiment 406 der 213. Sicherungs-Division und die Sicherungs-Bataillone 244, 324, 373, 573 und 583. Zusätzlich kam das I. Bataillon des Polizei-Regiments 23 zum Einsatz. Während der Operation wurden über 1200 Zivilisten ermordet, wobei zusätzlich lediglich 120 Partisanen der Unternehmung zum Opfer fielen.

### Unternehmen Albert II
Vom 22. bis 14. November 1942 wurde im Raum Kobylicze eine Bandenbekämpfung durch das Polizei-Regiment 14 und das I./Polizei-Regiment 24 durchgeführt. Dabei wurden 21 Winterlager zerstört und 127 Personen getötet. 10 Personen wurden gefangen genommen. Insgesamt wurden dabei 45 Gewehre gefunden. Zusätzlich wurden bei der Aktion 100 Pferde, 130 Kühe und eine große Menge Getreide durch die Deutschen von der örtlichen Bevölkerung requiriert. Es wurden keine eigenen Verluste dokumentiert.

### Unternehmen Altona
Vom 23. bis 25. Dezember 1942 wurden im Raum zwischen Szydłowiec und Kossów so bezeichnete Bandenlager bekämpft. Hierfür wurde das Polizei-Regiment 2 mit vier Kampfgruppen eingesetzt. Beim Unternehmen wurden mehrere Lager zerstört, wobei 98 „Banditen“, 126 Juden, 24 Zigeuner und 722 „Bandenverdächtige“ erschossen. Es wurden keine eigenen Verluste dokumentiert. Auf dem Gut Derewianoycze wurde ein Bombenlager ausgehoben.

### Unternehmen Franz
Vom 5. Januar bis 14. Januar 1943 im Raum Ossipowitschi, Grodsjanka und Makowyje. Eingesetzt wurde u. a. das 2. Bataillon des SS-Polizeiregiments 2.

### Unternehmen Erntefest I
Vom 18. Januar bis 27. Januar 1943 im Raum Ossipowitschi und Stara`darogi. Eingesetzt wurde u. a. das 2. Bataillon des SS-Polizeiregiments 2.

### Unternehmen Erntefest II
Vom 30. Januar bis 8. Februar 1943 im Raum westlich der Rollbahn Minsk – Sluzk. Eingesetzt wurde u. a. das 2. Bataillon des SS-Polizeiregiments 2.

### Unternehmen Hornung
Das Unternehmen Hornung fand vom 10. Februar bis 21. Februar 1943 im Raum Morocz und Milewicz, südlich von Sluzk statt. Eingesetzt wurde u. a. das 2. Bataillon des SS-Polizeiregiments 2.

### Unternehmen Gerda
Am 23. Februar 1943 im Raum Schichtschizky, Buda und Greskaja. Eingesetzt wurde u. a. das 2. Bataillon des SS-Polizeiregiments 2.

### Unternehmen Föhn I
Von 2. März bis 7. März 1943 im Raum südlich der Rollbahn Brest – Sluzk zwischen Siniawaka und Zajelnia. Eingesetzt wurde u. a. das 2. Bataillon des SS-Polizeiregiments 2.

### Unternehmen Lipsk
Vom 10. März bis 11. März 1943 im Raum Krzywoszyn, Zalucze und Ronacze. Eingesetzt wurde u. a. das 2. Bataillon des SS-Polizeiregiments 2.

### Unternehmen Föhn II
Von 13. März bis 21. März 1943 im Raum südlich der Rollbahn Brest – Sluzk zwischen Wolka Obrawka, Iwacewiecze, Hiezce, Domanowa und Zarzecze. Eingesetzt wurde u. a. das 2. Bataillon des SS-Polizeiregiments 2.

### Unternehmen Manyly
Vom 4. April bis 8. April 1943 im Raum Nordrand Minsk und Ostroschizky. Eingesetzt wurde u. a. das 2. Bataillon des SS-Polizeiregiments 2.

### Unternehmen Lenz Nord
Vom 9. April bis 12. April 1943 im Raum Borissow, Smolewitsche, Lagosik und Sembin. Eingesetzt wurde u. a. das 2. Bataillon des SS-Polizeiregiments 2.

### Unternehmen Zauberflöte
Vom 17. April bis 22. April 1943 im Stadtgebiet Minsk. Eingesetzt wurde u. a. das 2. Bataillon des SS-Polizeiregiments 2.

### Unternehmen Draufgänger I
Vom 28. April bis 1. Mai 1943 im Raum nordöstlich Molodeczno und südöstlich von Wileyka. Eingesetzt wurde u. a. das 2. Bataillon des SS-Polizeiregiments 2.

### Unternehmen Draufgänger II
Vom 1. Mai bis 10. Mai 1943 im Raum Rudnia, Grodek und Ilja. Eingesetzt wurde u. a. das 2. Bataillon des SS-Polizeiregiments 2.

### Unternehmen Cottbus
Das Unternehmen Cottbus fand vom 19. Mai bis 28. Juni 1943 im Raum westlich von Lepel statt. Eingesetzt wurde u. a. das 2. Bataillon des SS-Polizeiregiments 2.

### Unternehmen Günther
Vom 2. Juli bis 5. Juli 1943 im Raum Logosik, Rudnia und Manyly Wald. Eingesetzt wurde u. a. das 2. Bataillon des SS-Polizeiregiments 2.

### Unternehmen Hermann
Vom 12. Juli bis 15. August 1943 im Raum Koidanow und Naliboki. Eingesetzt wurde u. a. das 2. Bataillon des SS-Polizeiregiments 2.

### Unternehmen Stank
Vom 13. August bis 15. August 1943 im Raum südöstlich von Koidanow. Eingesetzt wurde u. a. das 2. Bataillon des SS-Polizeiregiments 2.

### Unternehmen Frühlingsfest
Vom 15. April bis 19. Mai 1944 im Raum Uschatschi. Eingesetzt wurde u. a. das 2. Bataillon des SS-Polizeiregiments 2.

### Unternehmen Kormoran
Vom 23. Mai bis 20. Juni 1944 im Raum Pleschtschenice und Bogoml. Eingesetzt wurde u. a. das 2. Bataillon des SS-Polizeiregiments 2.